# Pagouda
Pagouda is een stad in Togo met (in 2010) 13.896 inwoners en een oppervlakte van 52 km². Het is de hoofdplaats van de prefectuur Binah in de regio Karah.
Er zijn:
- een hotel
- een veemarkt
- lagere scholen
- een middelbare school
- een hospitaal
- een postkantoor
- een rechtbank
- een openbare bibliotheek
- een publieke radio